# Giovanni Camerini
Giovanni Camerini (Rovigo, 28 gennaio 1837 – Roma, 1º maggio 1919) è stato un politico italiano, senatore del Regno d'Italia dalla XVII legislatura.

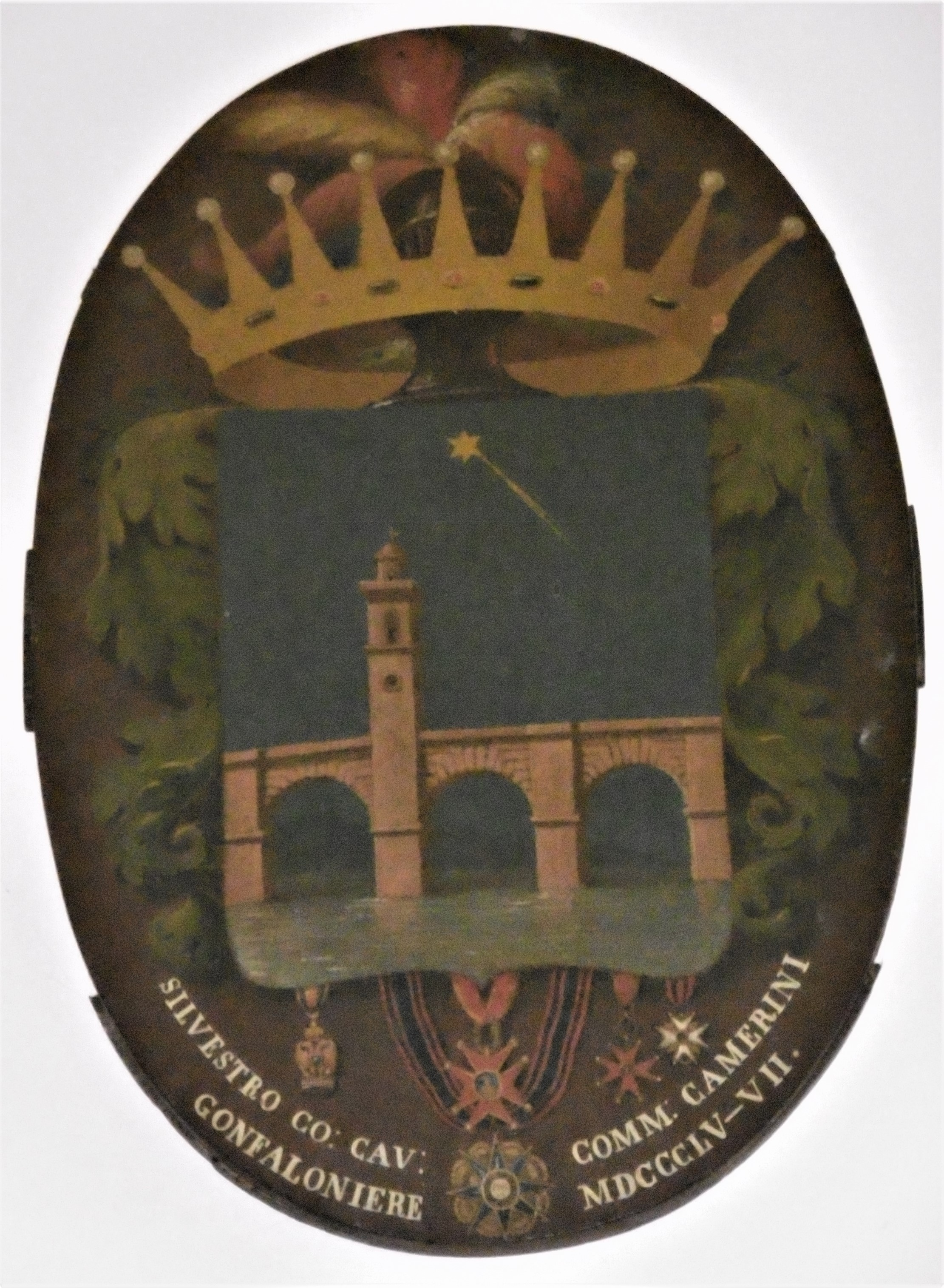
Stemma del Conte Cav. Comm. Silvestro Camerini

Era co-erede del ricchissimo zio, il duca Silvestro Camerini (1777-1866), imprenditore e proprietario terriero in Veneto e Emilia-Romagna: se i beni in Veneto passarono al cugino Luigi (1819-1885), padre del duca Paolo Camerini (anch'egli parlamentare e politico oltre che industriale e bibliografo), Giovanni ottenne il Palazzo Camerini di Ferrara, la Delizia della Diamantina e i beni emiliano-romagnoli. 
Nel 1883 fu riconosciuto Conte e, nel 1896, Duca come successore del titolo dello zio (concesso da Pio IX nel 1866 pochi mesi prima della morte di Silvestro).
Era il padre della scultrice Maria Fortunata Scola Camerini.